# Onésimo González
Onésimo Eduardo González Martínez (Albacete, 2 de noviembre de 1973) es un político español. Fue diputado de Ciudadanos en el Congreso de los Diputados durante la XI legislatura de España.

## Biografía
Es licenciado en Administración y Dirección de Empresas por la Universidad de Castilla-La Mancha y docente de formación profesional para el empleo en la familia de comercio y marketing.
Ha desarrollado su carrera profesional ejerciendo de director comercial y coordinador en empresas del sector de la ferretería y del menaje del hogar, así como en cooperativa agroalimentaria, actualmente en centro de formación profesional para el empleo

## Carrera política
Afiliado a Ciudadanos desde 2014, siempre con inquietudes políticas, la formación naranja respondía a su visión política, económica y social, encabezó la lista al Congreso de los Diputados por Albacete casi por sorpresa, tras quedar segundo en el proceso de primarias, después de que la dirección del partido en Castilla-La Mancha decidiera retirar la candidatura del candidato elegido en primer lugar, Ignacio García Sotos, por haber mentido en su currículum.
Tras las generales de 2015, González se convirtió en diputado en el Congreso de los Diputados y durante la brevísima legislatura fue vocal y secretario segundo de la Comisión de Economía y Competitividad, así como vocal en la comisión de Educación.
Concurrió de nuevo como candidato de Ciudadanos por su provincia a las elecciones generales del 26 de junio de 2016 pero no logró revalidar el escaño.